# UFC on FOX 16
UFC on FOX 16: Dillashaw vs. Barao 2（ユーエフシー・オン・フォックス・シックスティーン：ディラショー・バーサス・バラオン・ツー）は、アメリカ合衆国の総合格闘技団体「UFC」の大会の一つ。2015年7月25日、イリノイ州シカゴのユナイテッド・センターで開催された。

## 大会概要
本大会ではTJ・ディラショーとヘナン・バラオンによるUFC世界バンタム級タイトルマッチが組まれた。
キャリア10戦全勝のアンドリュー・ホルブルックがUFCデビュー。

### カード変更
負傷などによるカードの変更は以下の通り。
- アントニオ・ブラガ・ネト → ドミニク・スティール（第1試合）

- エリック・コク → アンドリュー・ホルブルック（第3試合）

- ルスタム・ハビロフ → ジム・ミラー（第7試合）

- アンソニー・ペティス → エジソン・バルボーザ（第10試合）

- マイルズ・ジュリー → ポール・フェルダー（第10試合）

## 試合結果

### アーリープレリム
第1試合 ウェルター級ワンマッチ 5分3R
○  ザック・カミングス vs.  ドミニク・スティール ×
1R 0:43 TKO（スタンドパンチ連打）
第2試合 女子バンタム級ワンマッチ 5分3R
○  エリザベス・フィリップス vs.  ジェサミン・デューク ×
3R終了 判定3-0（29-28、29-28、29-28）
第3試合 ライト級ワンマッチ 5分3R
○  アンドリュー・ホルブルック vs.  ラムジー・ニジェム ×
3R終了 判定2-1（29-28、28-29、29-28）
第4試合 ライト級ワンマッチ 5分3R
○  ジェームス・クラウス vs.  ダロン・クルックシャンク ×
1R 1:27 リアネイキドチョーク

### プレリミナリーカード
第5試合 バンタム級ワンマッチ 5分3R
○  ブライアン・キャラウェイ vs.  エディ・ワインランド ×
3R終了 判定3-0（29-28、29-28、30-27）
第6試合 ウェルター級ワンマッチ 5分3R
○  ベン・ソーンダース vs.  ケニー・ロバートソン ×
3R終了 判定2-1（29-28、28-29、29-28）
第7試合 ライト級ワンマッチ 5分3R
○  ジム・ミラー vs.  ダニー・カスティーリョ ×
3R終了 判定2-1（28-29、29-28、30-27）
第8試合 ライトヘビー級ワンマッチ 5分3R
○  トム・ローラー vs.  ジャン・ヴィランテ ×
2R 0:27 TKO（右ストレート）

### メインカード
第9試合 ライト級ワンマッチ 5分3R
○  ジョー・ローゾン vs.  五味隆典 ×
1R 2:37 TKO（パウンド）
第10試合 ライト級ワンマッチ 5分3R
○  エジソン・バルボーザ vs.  ポール・フェルダー ×
3R終了 判定3-0（29-28、29-28、29-28）
第11試合 女子バンタム級王座挑戦者決定戦 5分3R
○  ミーシャ・テイト vs.  ジェシカ・アイ ×
3R終了 判定3-0（30-27、30-27、30-27）
※テイトが挑戦権獲得に成功。
第12試合 UFC世界バンタム級タイトルマッチ 5分5R
○  TJ・ディラショー vs.  ヘナン・バラオン ×
4R 0:35 TKO（スタンドパンチ連打）
※ディラショーが2度目の防衛に成功。

### 各賞
ファイト・オブ・ザ・ナイト： エジソン・バルボーザ vs. ポール・フェルダー
パフォーマンス・オブ・ザ・ナイト： TJ・ディラショー、トム・ローラー
各選手にはボーナスとして5万ドルが支給された。